# Franz Böns
Franz Böns (2. června 1847 Chuderovec – 21. prosince 1930 Chuderovec) byl rakouský a český politik německé národnosti, v 2. polovině 19. století poslanec Českého zemského sněmu a Říšské rady.

## Biografie
Profesí byl statkářem ze severočeského Chuderova. Vystudoval střední školu a věnoval se správě rodného hospodářství.
V 70. letech 19. století se zapojil do zemské a později i do celostátní politiky. Ve volbách v roce 1878 byl zvolen na Český zemský sněm za kurii venkovských obcí (obvod Ústí nad Labem – Chabařovice). Uvádí se tehdy jako nezávislý německý kandidát, který porazil kandidáta takzvané Ústavní strany. V roce 1880 se nicméně uvádí, že na poslanecké křeslo rezignoval. Mandát obhájil ve volbách v roce 1883 za týž obvod. Uspěl zde i ve volbách v roce 1889 Tehdy se již uvádí jako německý liberál (liberálně a centralisticky orientovaná stranická platforma odmítající federalistické aspirace neněmeckých etnik, vzniklá z takzvané Ústavní strany, později Německá pokroková strana). Zvolen byl i ve volbách v roce 1895. Na sněmu se zaměřoval na regionální a zemědělská témata.
Zasedal také v Říšské radě (celostátní zákonodárný sbor), kam nastoupil 3. prosince 1889 místo Franze Bienerta po doplňovacích volbách. Zastupoval kurii venkovských obcí, obvod Litoměřice, Štětí atd. Mandát zde obhájil ve volbách roku 1891. Slib složil 13. dubna 1891. Na Říšské radě se připojil ke klubu Sjednocené německé levice, do kterého se spojilo několik ústavověrných proudů. Jako člen klubu Sjednocené německé levice se uvádí i po volbách roku 1891.
Koncem století se uvádí jako předseda hospodářského spolku v Ústí nad Labem. V roce 1915 ho potkala rodinná tragédie, když jeho syn Emil zemřel v srbském zajetí během první světové války.